# Spermidina deidrogenasi
La spermidina deidrogenasi è un enzima appartenente alla classe delle ossidoreduttasi, che catalizza la seguente reazione:
spermidina + accettore + H2O ⇄ propano-1,3-diammina + 4-amminobutanale + accettore ridotto
L'enzima è una flavoemoproteina (FAD). La ferricianide, il 2,6-dicloroindofenolo ed il citocromo c possono agire come accettori. Il 4-amminobutanale condensa non enzimaticamente a 1-pirrolina.